# Морские ушки
Морски́е у́шки, или галиотисы (лат. Haliotis), — род брюхоногих моллюсков из подкласса Vetigastropoda, выделяемый в собственное семейство Haliotidae.

## Внешний вид
Раковина напоминает по форме человеческое ухо с маленьким, плоским завитком сбоку на заднем конце, очень широким входом, с развитым перламутровым слоем и рядом отверстий вдоль левого края. Крышечки нет. Моллюск больше раковины, с широкой, по краям бахромчатой ногой и глубоким щелевидным вырезом мантии (который соответствует ряду отверстий раковины). Морда короткая, глаза на коротких стебельках. Средние размеры галиотисов составляют 5—7 см, но представители отдельных видов достигают 35 см в длину.

## Виды и расселение
Насчитывают 51 вид (см. список видов). Большинство видов галиотисов обитает в тропических и субтропических водах, некоторые встречаются и в умеренных водах Тихого и Атлантического океанов. Крупнейшие по размеру разновидности морского ушка обитают у берегов Японии, Австралии, Новой Зеландии и Калифорнии. В российских водах обитает лишь один вид семейства (Haliotis discus Reeve, 1846), который встречается только у острова Монерон в Татарском проливе. Галиотисы живут на твёрдом каменистом субстрате в литоральной и сублиторальной зонах. Питаются водорослевыми обрастаниями. Активны преимущественно в ночное время.

## Использование человеком
Некоторые виды морских ушек употребляются в пищу, для их ловли приходится опускаться на значительную глубину. Наиболее активно морское ушко употребляют в пищу в Японии и Китае. В Японии галиотисов употребляли с древности, обычно ловлей занимались семейные пары (считается, что женщины-ама могут лучше задерживать дыхание, чем мужчины). Розоватое мясо в Японии употребляют в сыром виде с соусами для макания, желтоватое — жарят на гриле или на пару. В Европе наибольшая концентрация абалонов (английское название) расположена у побережья Бретани, известны бретонские рецепты блюд из этого моллюска. В корейской кухне галиотисы используются в блюде чонбокчук. Перед приготовлением жёсткое мясо морского ушка отбивают молотком, а затем зачастую нарезают на куски. В новозеландской кухне из галиотисов делают фриттеры.
Раковины галиотиса имеют коммерческую ценность: из них изготовляют украшения и декоративные предметы. Маори ценили местные виды морского ушка за перламутровые раковины; три таких вида известны под общим названием «пауа», особенно часто так называют Haliotis iris.
Лов морского ушка на продажу запрещён в американских штатах Вашингтон и Орегон. В Японии существует промышленное разведение галиотисов в марикультуре.